# Podomyrma densestrigosa
Podomyrma densestrigosa är en myrart som beskrevs av Hugo Viehmeyer 1924. Podomyrma densestrigosa ingår i släktet Podomyrma och familjen myror.

## Underarter
Arten delas in i följande underarter:
- P. d. densestrigosa
- P. d. teres